# Дејан Крстовић
Дејан Крстовић (Ниш, 1965 – Ниш, 20. септембар 2009) био је српски позоришни редитељ и преводилац.
Основну и средњу школу завршио је у Нишу а режију дипломирао на Академији уметности у Новом Саду, у класи професора Боре Драшковића. Од 1996. године до своје смрти био је стални редитељ Народног позоришта у Нишу.
Режирао је бројне представе у позориштима у Београду, Новом Саду, Шапцу, Зајечару и Нишу. Добитник је више значајних награда за режију. 
Дејан Крстовић је син познатог српског глумца Симе Крстовића.

## Награде
- Нагрда за режију „Јован Путник“ на Сусретима професионалних позоришта Србије Јоаким Вујић, 1996. године,
- Награда за најбољу режију на Сусретима професионалних позоришта Србије Јоаким Вујић, 2000. године,